# Ayene
Ayene es una localidad y municipio ecuatoguineano situado en la parte central de la provincia de Wele-Nzas. Limita con los municipios de Mongomo de Guadalupe, Valladolid de los Bimbiles/Añisoc, Evinayong, Acurenam, Mengomeyén, Aconibe y Nsork, así como con la frontera de Gabón.
El municipio de Ayene está formado por veintiocho poblados.

## Demografía
Según la Dirección General de Estadística y Cuentas Nacionales de Guinea Ecuatorial, en el año 2001 Ayene contaba con 12 289 habitantes censados, de los cuales 6650 eran mujeres y 5639 varones.

## Servicios públicos

### Educación
En el municipio existe un centro educativo llamado Colegio Hermana Anuarite Nengapeta, que fue fundado en 1995 por un grupo de dominicas procedentes de Hispanoamérica. Actualmente cuenta con varias aulas, biblioteca y una sala de informática gracias a la Agencia Española de Cooperación Internacional para el Desarrollo.